# Чернозёмы
Чернозём (чернозёмные почвы; от рус. чёрная земля) — тёмноокрашенные почвы с мощным гумусовым горизонтом богатым органическим веществом, сформированные в сухом климате степной зоны.
Почти чёрные по цвету почвы, сформировавшиеся на лёссовидных суглинках или глинах в условиях суббореального и умеренно континентального климата при периодически промывном или непромывном водном режиме под многолетней травянистой растительностью.

## Условия почвообразования
Климатический пояс умеренный, сектор — умеренно континентальный, характерно чередование увлажнения и иссушения, а также господство положительных температур. Среднегодовая температура — +1…+9 °C; годовая сумма осадков — 250—1000 мм, совокупная среднегодовая температура летнего периода ~30 °C и средняя за теплый период — +15…+25 °C.
Рельеф волнисто-равнинный (периодически изрезан западинами, балками, оврагами, речными террасами).
Растительность многолетняя травянистая лугово-степной и степной подзоны, ежегодно оставляющей в почве значительное количество растительных остатков. В соответствующих гидротермических условиях идёт их разложение с образованием гумусовых соединений (гумификация), накапливаемых в верхних слоях почвы. Вместе с гумусом в почве в виде сложных органо-минеральных соединений закрепляются такие элементы питания растений, как азот, фосфор, сера, железо и т. д.
Почвообразующие и подстилающие горные породы — лёссы, лёссовидные суглинки, известняк и другие.
Строение почвенного профиля типичных чернозёмов:
- A — гумусово-аккумулятивный горизонт
- B — переходный горизонт
- C — материнская порода
- D — коренная порода

## Свойства и разновидности
Чернозёмы обладают хорошими водно-воздушными свойствами, отличаются комковатой или зернистой структурой, содержанием в почвенном поглощающем комплексе от 70 до 90 % кальция, нейтральной или почти нейтральной реакцией, повышенным естественным плодородием, интенсивной гумификацией и высоким (порядка 15 %) содержанием в верхних слоях гумуса, содержанием симбиоза бактерий и микроорганизмов.
Чернозёмы имеют 2 градации:

1) По мощности гумусового слоя (A+AB):
- а) сверхмощные (мощность более 120 см)
- б) мощные (120—80 см)
- в) среднемощные (80—40 см)
- г) маломощные (менее 40 см)

2) По содержанию гумуса % в Ап:
- а) тучные (>9 %) (окраска чёрная)
- б) среднегумусные (9—6 %) (чёрная)
- в) малогумусные (6—4 %) (тёмно-серая)
- г) слабогумусные (<4 %) (серая)
- д) микрогумусные (<2 %) (светло-серая)

Подтипы в классификации почв:
- оподзоленные чернозёмы
- выщелоченные чернозёмы
- типичные чернозёмы
- обыкновенные чернозёмы
- южные чернозёмы.

## Распространение
Чернозёмы занимают около 230 миллионов гектар земли. В мире существуют две основные «чернозёмные зоны». Одна из них — это Евразийская степь, которая простирается от восточной Хорватии (Славония), вдоль реки Дунай (северная Сербия, северная Болгария (Дунайская равнина), южная и восточная Румыния (Валашская равнина и Молдавская равнина), и Молдова), через северо-восточную Украину по Центрально-Чернозёмной полосе Центральной и Южной России в Сибирь. Второй чернозёмный регион расположен в Канадских прериях, начиная с Манитобы через Великие равнины США вплоть до штата Канзас.
Толщина чернозёмного слоя в разных регионах может сильно варьироваться — от нескольких сантиметров до 1,5 метров (60 дюймов) на Украине, а также в регионе Долина Ред-Ривер на севере США и в Канаде (место расположения доисторического озера Агассис).
Чернозёмы также встречаются в меньших количествах в других местах, таких как 1 % территории Польши, Венгрии и Техаса. Небольшие чернозёмные зоны также можно найти на северо-востоке Китая, вблизи города Харбин и в Австралии, где единственные настоящие чернозёмы находятся в районе Ниммитабель.
Ведущее место в мире среди стран, на территории которых распространены чернозёмы, занимает Россия. Площади российских чернозёмов составляют 52 % от мировой площади чернозёмов. По составу почвенного покрова и другим природным и хозяйственным условиям чернозёмная зона России подразделена на несколько природно-хозяйственных областей: Волго-Донская степная, Заволжско-Сибирская, Сибирско-Алтайская, Средне-Сибирская.

## История изучения и теории происхождения чернозёмов
М. В. Ломоносов в геологическом сочинении «О слоях земных» (1763) рассматривал почвы как верхний слой Земли. Ввёл в науку народный термин «чернозём», применял его не только для окультуренной, но и для степной земли. Он отрицал его первозданность, показал его происхождение и накопление от разложения растительных и животных тел. М. В. Ломоносов применял название «чернозём» для обозначения чернозёмных почв и для обозначения перегноя.
Профессор Московского университета М. И. Афонин в 1771 году впервые предлагал собирать и изучать чернозёмы в музеях:

Я за полезное нахожу предложить, дабы не только различных видов называемый чернозем, но и прочих родов земли собираемы и располагаемы были так, как минералоги поступают в собирании и расположении Минеральных кабинетов. То есть расположить их на свои роды и виды и хранить оные не только с запискою их свойств, названия, и того уезду и деревни, но и самого поля, с которого такая земля будет взята и каким образом или способом в пашне она употребляется.
Академик В.M. Севергин в его «Подробном словаре минералогическом» (1807) дал подробное описание чернозёма.
П. С. Паллас выдвигал гипотезу происхождения чернозёмов на месте бывших приморских тростниковых болот.
Р. И. Мэрчисон обосновывал морскую гипотезу происхождения чернозёмов от размывания чёрных юрских глин.
В 1876 году Вольное экономическое общество наметило программу изучения чернозёмов. В. В. Докучаев изучил весь накопленный до него опыт и провёл изучение всей чернозёмной зоны (1876—1882). Картографическими методами удалось определить точные границы зоны, дать подробную классификацию чернозёмов с помощью изогумусных линий. В труде «Русский чернозём» (1883) он создал научную концепцию растительно-наземного происхождения чернозёмов.
Монолит чернозёма, в качестве особого экспоната, был показан в 1889 году на Всемирной выставке в Париже.

## Торговля чернозёмом
Продажа Украинских сельскохозяйственных земель была запрещена с 1992 по 2020 год, при этом существовал черный рынок чернозёма. По данным Харьковской НПО «Зелёный фронт», чёрный рынок незаконно добытого чернозёма оценивался примерно в 900 миллионов долларов США в год на 2011 год.